# Dasophrys carinatus
Dasophrys carinatus är en tvåvingeart som beskrevs av Jason Gilbert Hayden Londt 1981. Dasophrys carinatus ingår i släktet Dasophrys och familjen rovflugor.
Artens utbredningsområde är Zimbabwe. Inga underarter finns listade i Catalogue of Life.